# Luiz Maurício da Silva
Luiz Maurício da Silva (17 gennaio 2000) è un giavellottista brasiliano, detentore dal 2024 del record sudamericano nel lancio del giavellotto.

## Palmarès
| Anno | Manifestazione              | Sede      | Evento                 | Risultato | Prestazione | Note  |
| ---- | --------------------------- | --------- | ---------------------- | --------- | ----------- | ----- |
| 2021 | Campionati sudamericani     | Guayaquil | Lancio del giavellotto | 5º        | 70,74 m     |       |
| 2021 | Campionati sudamericani U23 | Cascavel  | Lancio del giavellotto | Oro       | 70,73 m     |       |
| 2022 | Campionati ibero-americani  | La Nucia  | Lancio del giavellotto | Bronzo    | 80,41 m     |       |
| 2022 | Campionati sudamericani U23 | Cascavel  | Lancio del giavellotto | Oro       | 78,92 m     |       |
| 2022 | Giochi sudamericani         | Asunción  | Lancio del giavellotto | Oro       | 76,90 m     |       |
| 2023 | Campionati sudamericani     | San Paolo | Lancio del giavellotto | Bronzo    | 77,17 m     |       |
| 2024 | Giochi olimpici             | Parigi    | Lancio del giavellotto | 11º       | 80,67 m     | [ 1 ] |

- 3 volte campione nazionale